# ويليام تشو (لاعب كرة قدم)
ويليام تشو (بالصينية: 朱漢明) هو لاعب كرة قدم ومدرب كرة قدم صيني، ولد في 16 يوليو 1971 في ماكاو في الصين. شارك مع منتخب ماكاو لكرة القدم. أما مع النوادي، فقد لعب مع G.D. Lam Pak ‏.

## وصلات خارجية
- ويليام تشو على موقع ناشيونال فوتبول تيمز (الإنجليزية)
- ويليام تشو على موقع Soccerway.com (الإنجليزية)